# Cròtal (ramaderia)
|  | Aquest article tracta sobre el sistema d'identificació animal. Si cerqueu altres significats, vegeu «cròtal (desambiguació)». |

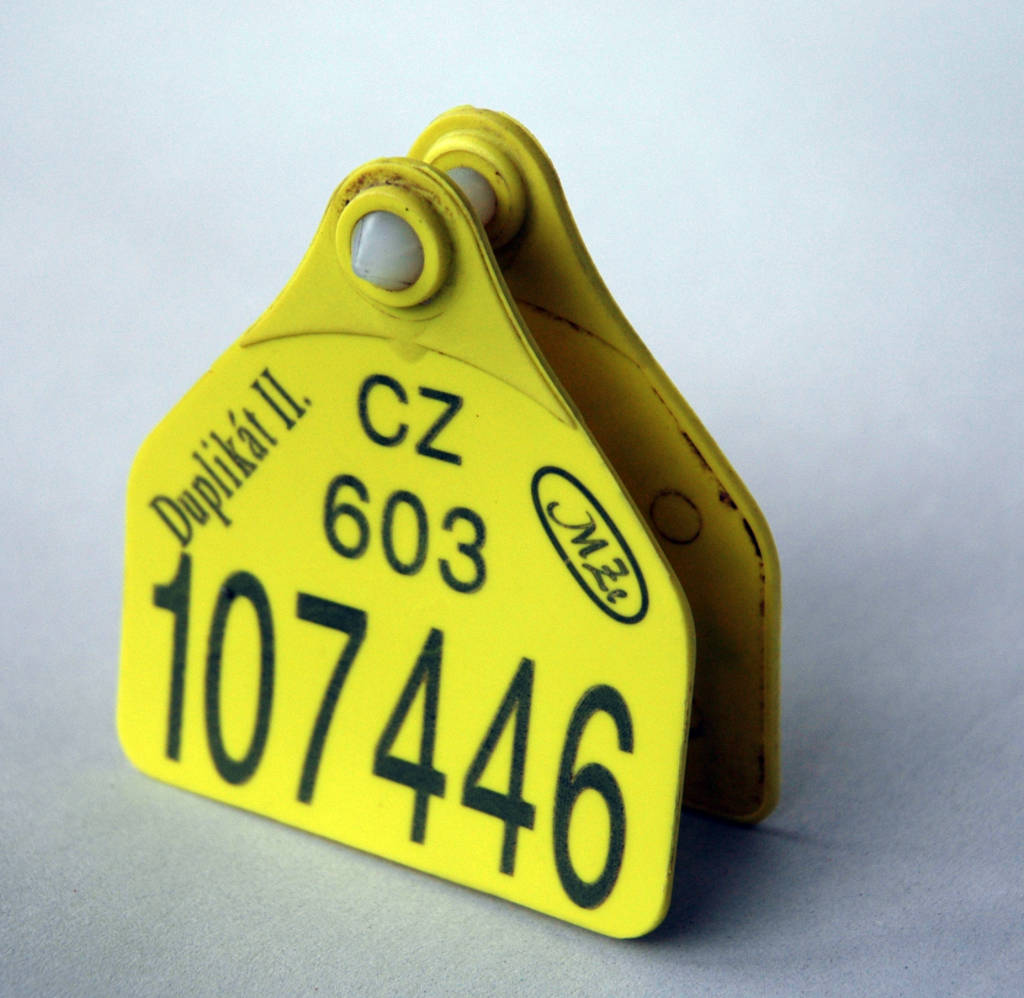
Cròtal ramader europeu per a boví. Els dos primers dígits del codi indiquen l'estat membre, segueixen fins a 12 dígits identificadors de l'animal. En cas de pèrdua, els duplicats s'identifiquen amb números romans. El mateix codi es pot afegir en format codi de barres.

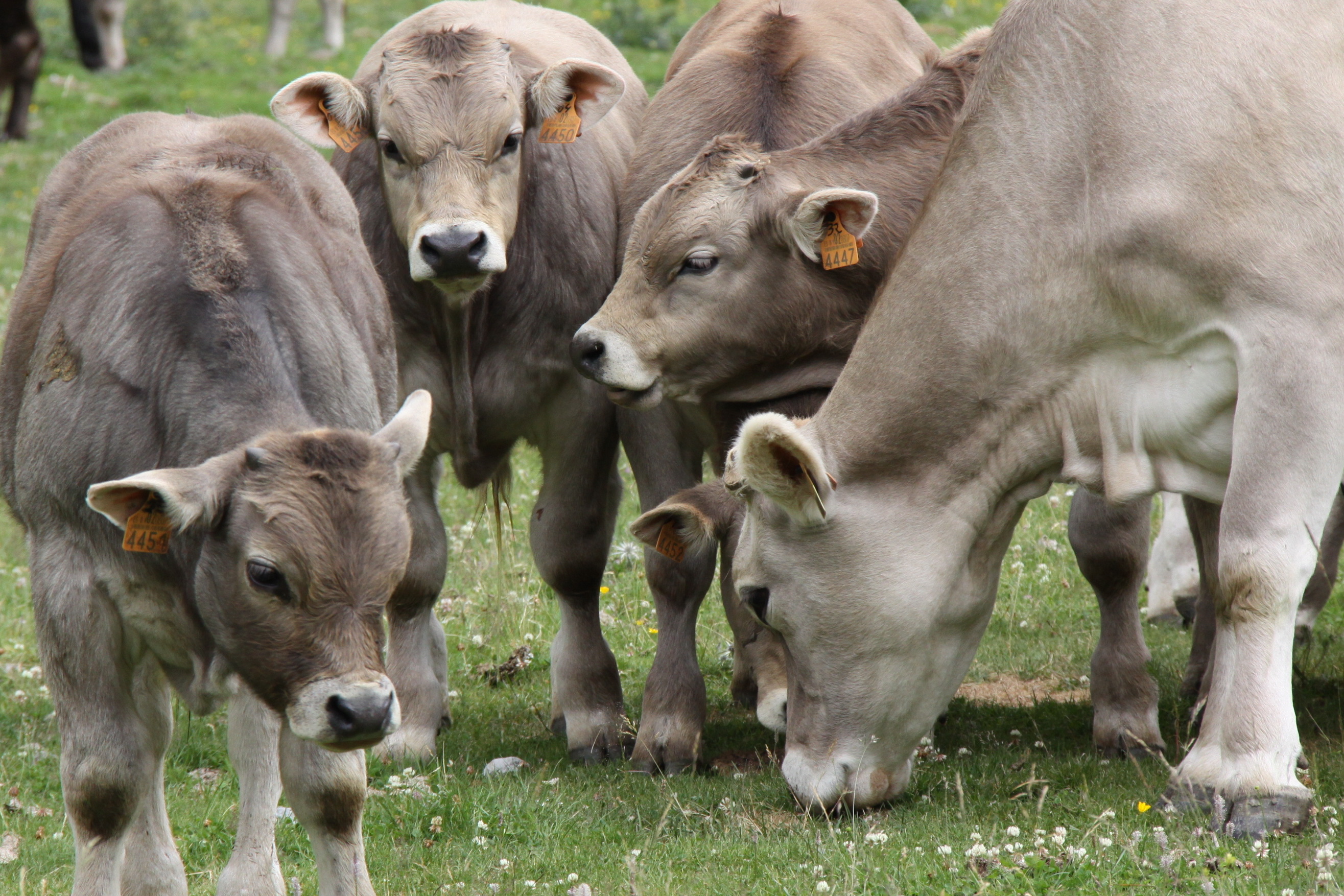
Vedells amb cròtal al Pirineu (Ordesa)

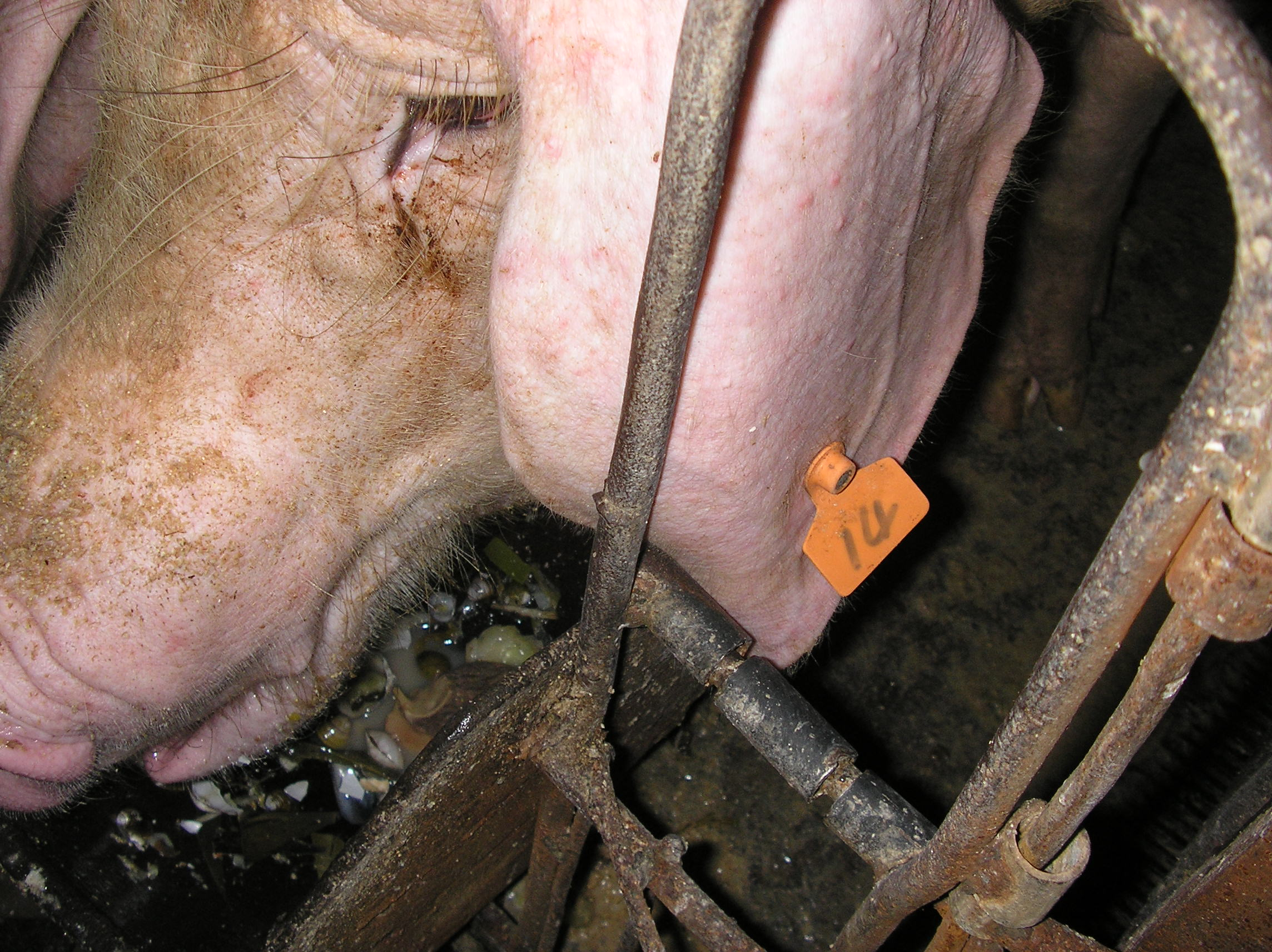
Truja amb cròtal d'ús intern de l'explotació

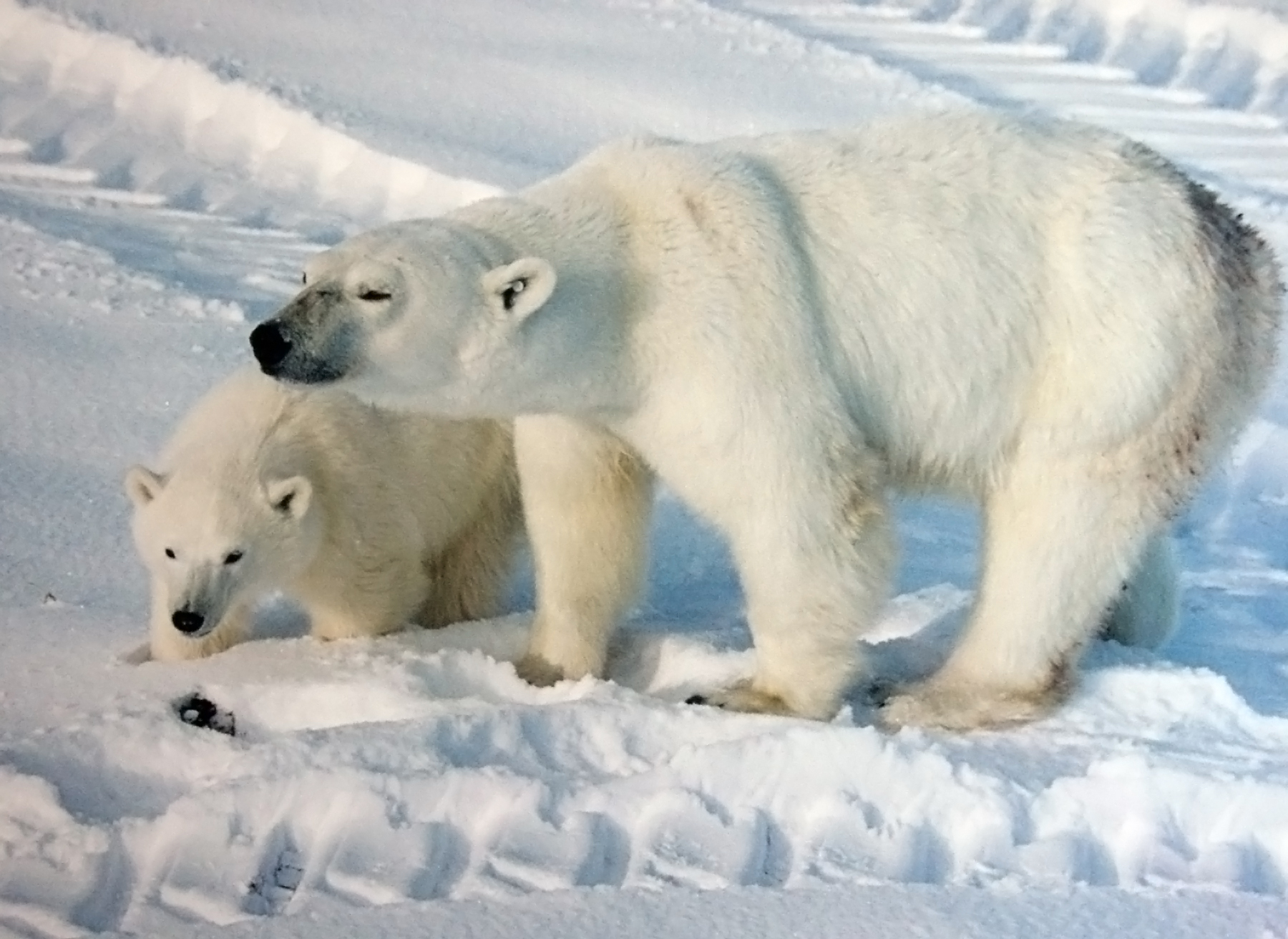
Cròtal en fauna salvatge: ossa polar amb cròtal electrònic

Un cròtal, xapa d'orella o identificador auricular és un objecte de plàstic o metàl·lic que es fixa a l'orella d'un animal per identificar-lo. Pot portar simplement escrit un codi d'identificació o estar dotat, a més, d'un dispositiu d'identificació per radiofreqüència (RFID). En aquest cas es parla de cròtal electrònic.
Pot presentar diversitat de formes i mides, però els més estesos són els següents:
- En forma de bandera: dos discos fixats l'un a l'altre a través de l'orella, portant un o tots dos una targeta de plàstic on s'escriu o imprimeix de forma clarament llegible la informació identificativa.
- En forma de botó: dos discos fixats l'un a l'altre a través de l'orella, amb el codi d'identificació imprès.
- Clip: una tira de plàstic amb el codi identificatiu imprès, plegada per la meitat vora el marge de l'orella i amb els extrems fixats l'un a l'altre a través de l'orella.
- Metàl·lic: un rectangle d'alumini, acer o llautó amb puntes agudes, que es grapa vora el marge de l'orella, amb la identificació impresa.
- Cròtal electrònic, generalment en forma de botó, però podent ser de qualsevol dels altres tipus excepte el metàl·lic, amb el codi identificatiu imprès al botó de rere l'orella. El dispositiu de radiofreqüència compleix normalment els estàndards ISO 11784 i ISO 11785 treballant a 134.2 kHz, i l'ISO/IEC 18000-6C en l'espectre UHF. Habitualment el xip RFID retorna el mateix codi identificatiu de la versió impresa.
- També se'n troben de mida molt reduïda, especials per a petits animals de laboratori tals com ratolins.

Els cròtals porten un codi que normalment identifica individualment l'animal, però que també pot identificar el seu ramat, estol o bandada (especialment en animals salvatges). Els cròtals no electrònics poden ser d'ús exclusiu per a l'usuari (ramader, investigador, etc) i ser escrits manualment. En molts casos, però, el codi d'identificació és assignat per una organització: per exemple per l'administració amb finalitats productives, sanitàries, censals, de responsabilitat legal, etc., del bestiar o altres animals domèstics. En aquest cas, els codis van associats a un registre on s'inclouen altres dades com la propietat, la localització i moviments de l'animal, etc. Aquesta informació addicional pot ser inclosa també en el xip RFID.
Sovint el cròtal s'ha de col·locar amb un aplicador específic, però n'hi ha de dissenyats especialment per poder-se fixar a mà. Segons l'objectiu de la identificació, l'animal pot ser marcat en una orella o en ambdues. Quan el seu ús és obligat per la normativa, sovint s'hi regula com s'han de fixar - generalment prou lluny del marge de l'orella per reduir el risc que l'animal se'ls arrenqui. També sol ser obligatori marcar les dues orelles, pel cas que es perdi un dels cròtals, i reemplaçar els cròtals extraviats en un termini determinat.
Els cròtals per ramaderia van ser desenvolupats el 1799 al Regne Unit per Matthew Boulton sota la direcció de Sir Joseph Banks, president de la Royal Society, per a la identificació de les ovelles merines del ramat del rei Jordi III. Aquells primers cròtals eren fets d'estany.
Als Països Catalanys s'utilitzen cròtals sobretot en ramaderia per a la identificació de bovins, ovins i cabrum, tal com és obligatori a tota la Unió Europea (i, per acord bilateral, a Andorra). També s'utilitzen en conills reproductors i, sense obligació normativa, en porcs. Altres animals domèstics es solen marcar amb altres mètodes, especialment el microxip subcutani.